# هاردینکس‌فلد-خیسن‌دام
هاردینکس‌فلد-خیسن‌دام (به هلندی: Hardinxveld-Giessendam) یک منطقهٔ مسکونی در هلند است که در هلند جنوبی واقع شده‌است. هاردینکس‌فلد-خیسن‌دام ۳ متر بالاتر از سطح دریا واقع شده‌است.

## نگارخانه

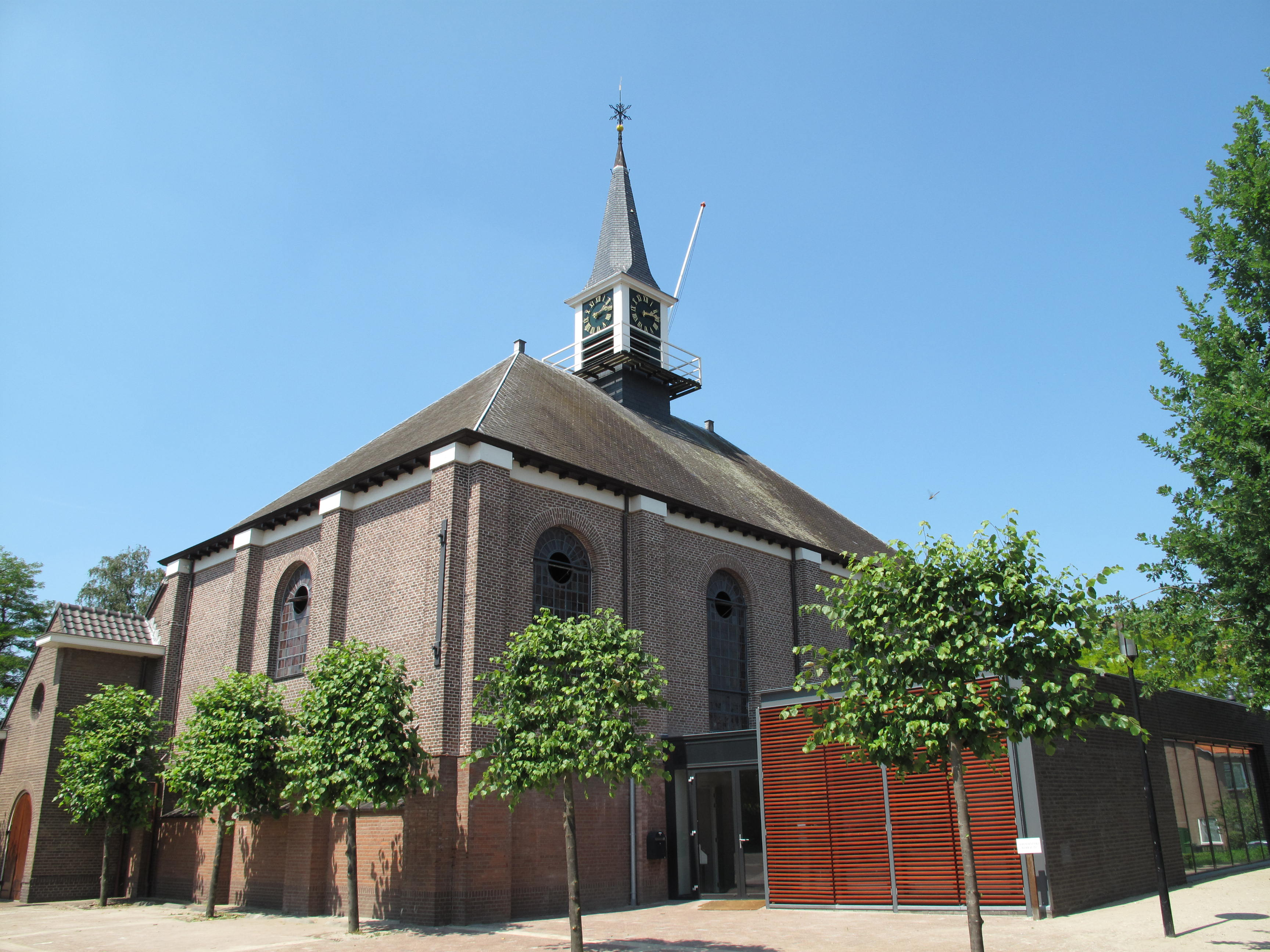
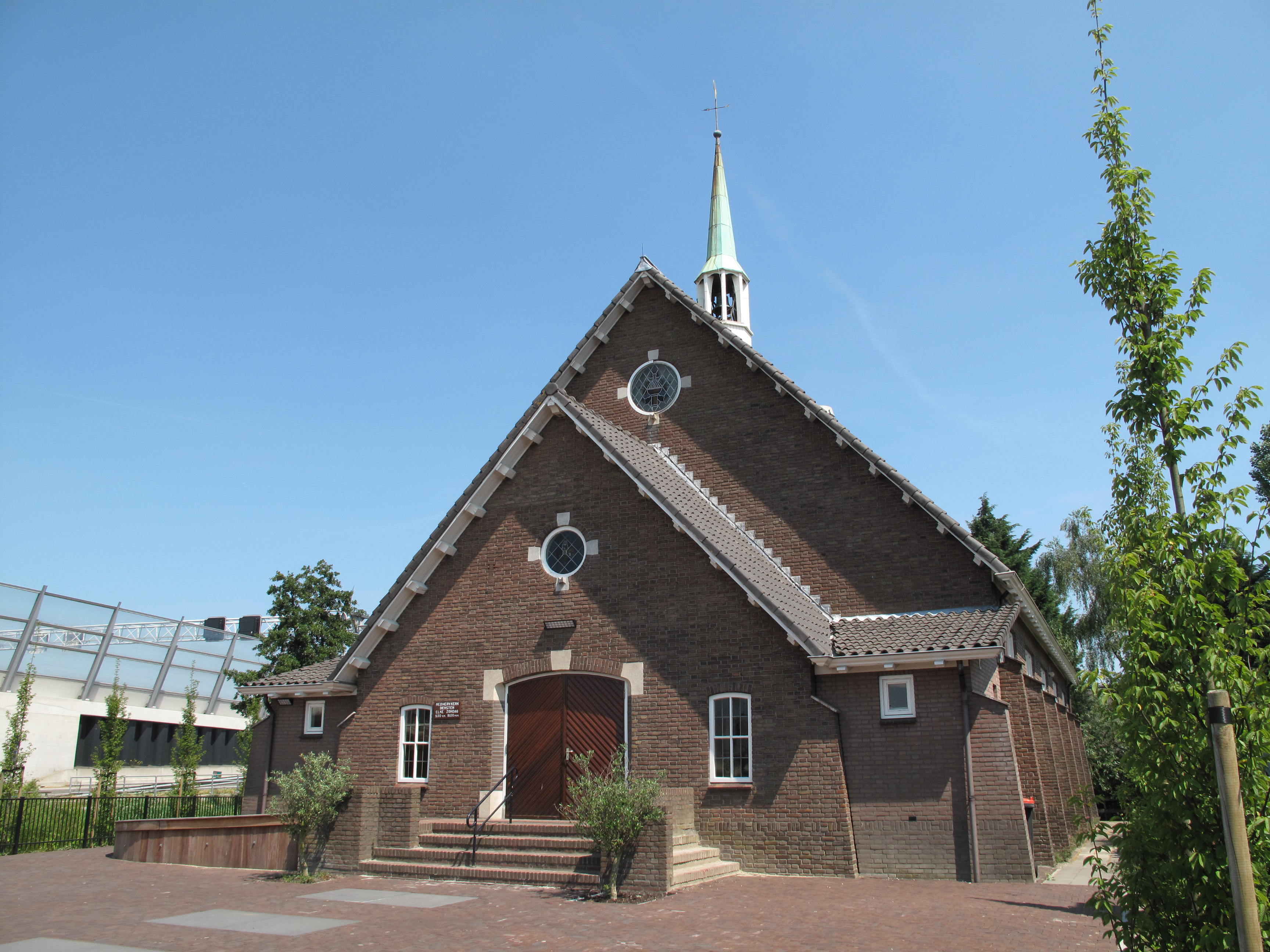
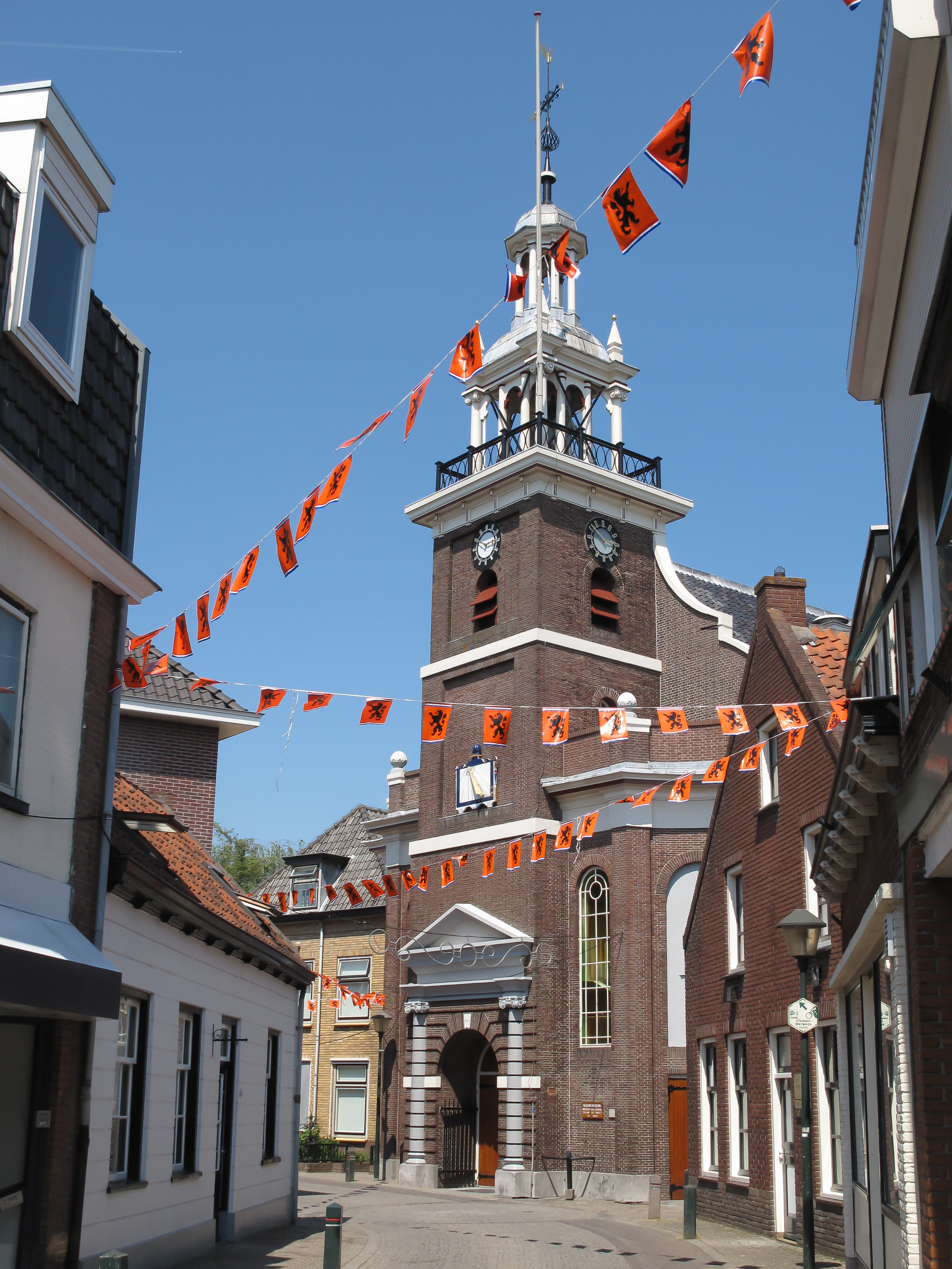
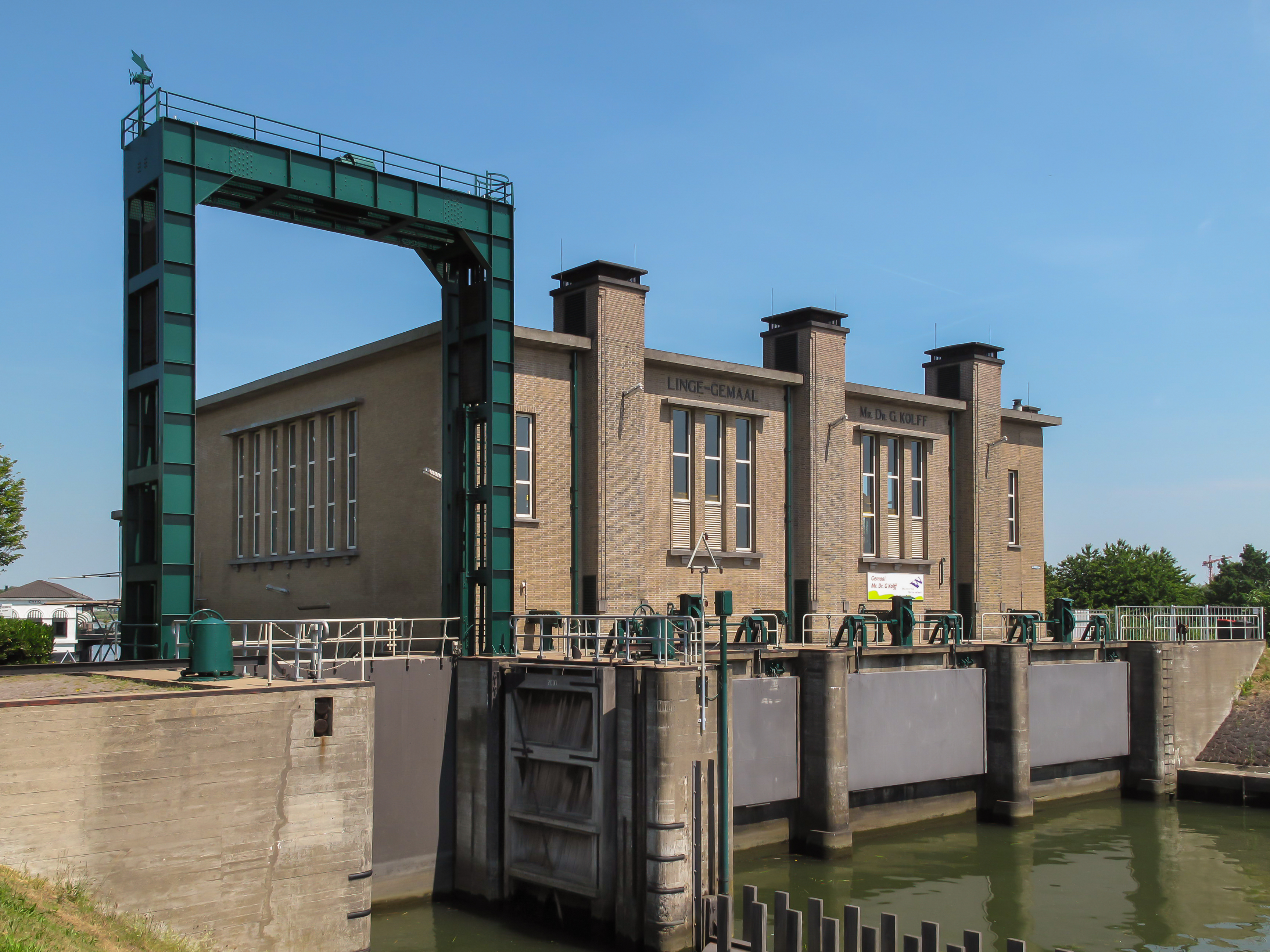